# Bílina (stacja kolejowa)
Bílina – stacja kolejowa w Bílinie, w kraju usteckim, w Czechach. Jest ważnym węzłem kolejowym. Znajduje się na wysokości 205 m n.p.m.
Jest zarządzana przez Správę železnic. Na stacji znajdują się kasy biletowe, na których istnieje możliwość zakupu biletów na wszystkie pociągi w tym międzynarodowe oraz rezerwacji miejsc.

## Linie kolejowe
- 130 Ústí nad Labem - Chomutov
- 131 Ústí nad Labem - Úpořiny - Bílina